# Dvorina
Dvorina este o arie protejată (sit de importanță comunitară — SCI) din Croația întinsă pe o suprafață de 1.491,21 ha, integral pe uscat.

## Localizare
Centrul sitului Dvorina este situat la coordonatele 45°05′28″N 18°08′20″E / 45.091°N 18.139°E.

## Înființare
Situl Dvorina a fost declarat sit de importanță comunitară în iulie 2013 pentru a proteja 2 specii de animale.

## Biodiversitate
Situată în ecoregiunea continentală, aria protejată conține 3 habitate naturale: Ape stătătoare oligotrofe până la mezotrofe, cu vegetație de Littorelletea uniflorae și/sau de Isoëto-Nanojuncetea, Lacuri eutrofice naturale cu vegetație de tip Magnopotamion sau Hydrocharition, Fânețe de joasă altitudine (Alopecurus pratensis, Sanguisorba officinalis).
La baza desemnării sitului se află mai multe specii protejate de  amfibieni (2): buhai de baltă cu burta roșie (Bombina bombina), triton cu creastă dobrogean (Triturus dobrogicus).
Pe lângă speciile protejate, pe teritoriul sitului au mai fost identificate 2 specii de plante.